# 抚州话
抚州话即抚州赣语，亦称为赣語抚州片，或称之为抚广片、抚州南城片，主要分布在江西抚河流域和福建省西北部。同贛語其它方言片相比，该片在语音、词汇、语法上的一致性最强。

## 分布地域
抚州话主要分布在江西抚河流域和福建省西北部，包括抚州、临川、崇仁、宜黄、乐安、东乡、进贤、金溪、南城、黎川、资溪、南丰、广昌以及福建的建宁和泰宁等15个市县。

## 渊源
抚州话属赣语，自上古至春秋战国时期，抚州一直都是越人的活动地带。秦汉以后，朝廷对江西进行了几次移民，赣语遂逐步形成。抚州在春秋战国时为百越之地，秦属九江郡，汉属豫章郡。东汉永元八年（公元96年），分南城西北境置县。初名临汝，因境内有临水、汝水得名。三国吴太平二年（公元257年）立临川郡，辖临汝、南城二县，隶属扬州。晋元康元年（公元291年）属江州。南朝梁普通三年（公元522年）析临汝县置定川县。隋开皇九年（公元589年）改临川郡为抚州。唐光启三年（887年）割据赣东的抚州人危全讽开始了抚州历史上第一次修筑城墙的工程，历时三年才竣工。史料表明当时抚州的人口分布已相当密集。古赣语在吸收中原汉语的过程中，本身的语言特点也就逐渐成型。

## 主要特点
- 该片声母的突出特点是透定二母今开口呼读为[h](金溪、乐安例外)；知三章组字除乐安读[ʈʂ]，[ʈʂʰ]，[ʂ]，广昌、进贤读[ts]，[tsʰ]，[s]，[tɕ]，[tɕʰ]，[ɕ]以外，抚广片内的其他市县都读[t]，[tʰ]，[s]；来母细音读[t]（南丰、广昌、东乡、进贤例外）。
- 韵母系统普遍保留了鼻韵尾[-m]，[-n]，[-ŋ]和入声韵尾[-p]，[-t ]，[-k]之间的对应或部分对应。[-t]韵尾也有人标作[-it]或[-iʔ]，[-k]尾实际发音多为[-ʔ]。
- 该片一般有六至七个调类，以七个为常见。七个调类的平、去、入各分阴阳，上声一个调类。古全浊上声字一部分或大部分字今读阴平是该片的显著特点。阴入阳入的调型同南昌等地正好相反，阴入低、阳入高。

## 分片
该片可分为临川、南城两个小片，范围大致同抚州府、建昌府旧域相当。
- 临川小片包括抚州市、临川、崇仁、宜黄、乐安、东乡、进贤、金溪。共同点是泥来洪音相混(东乡泥来洪细一般都不混)，来母细音读[t](东乡、进贤例外)，庄组和精母洪音今读[ts]，[tsʰ]，[s](乐安、宜黄例外)。
- 南城小片包括南城、黎川、资溪、南丰、广昌以及福建的建宁、泰宁。本小片江西境内各县的共同特点是泥来不混，[n l]为两个独立的音位，来母细音不读[t](南城、黎川例外)，庄组和精组洪音除资溪以外，今读同临川小片有明显不同。有三种类型：南城、黎川读[ts]，[tsʰ]，[s]，南丰、乐安读[t]，[tʰ]，[s]，广昌精组洪音读[t]，[tʰ]，[s]，庄组读[ts]，[tsʰ]，[s]。

## 抚州赣语音系
- 《临川音系》为罗常培先生所作，主要发音人有两个，其中黄森梁的读音可以代表北乡湖西村罗针区，游国恩的读音可以代表东乡瑶湖乡。字汇材料以黄森梁的读音为主，并拿游国恩的读音作参证，凡黄游读音歧异的地方各于表下分别注明。这两位发音人的音系可以代表当时临川北乡、东乡的一部分带文一点的读音。据了解这两处不少字的实际读音比上述两位先生还要土一点，分尖团的情况规律性也要强一些。

抚州市音与《临川音系》稍有区别，与现在的临川县城上顿渡音也有差别。上顿渡在[i in im ip it iʔ]6个韵母中系统分尖团；[k kʰ ŋ]不与齐齿拼合，市内[kieu kʰieu ŋieu kie]等声韵组合，上顿渡都无[i]介音。这主要是因为描写的音系分布地域不同。
- 《临川音系》所记音系与陈昌宜《赣方言概要》所记抚州市音系声母都是19个(含零声母)，韵母都是73个，其中70个韵母一样(所记音值有所不同)。《音系》有而《概要》无的有三个：[əi](只与声母[f]相拼，《概要》并入[i])，[ən](只与[p ph m f]相拼，《概要》并入[un]) ，[uen](《音系》只收了“肱觥”两个字)。《概要》有而《音系》无的也是三个：[ue][ei][m]，都用在口语里。

下面是《临川音系》对音值的几条说明：
1. [u]有时候后面好像随着一个[ʋ]音。
2. [yεn][yεt]里的主要元音听起来有点像[ø]，那是受了撮口介音[y]的影响所致。
3. [ə]只见于[əi][ən]两韵，在[ui][un][ut]三韵的主要元音和韵尾之间，实际也有这样一个“音渡(glide)”，为便利起见我们不把它写出来。
4. 古宵萧两韵的字，游君读作[iau]韵，黄君读作[iæu]韵，微有侈弇的不同。例如“标”游读为[piau]，黄读为[piæu]。

下面是《临川音系》和《赣方言概要》几个韵母音值的对比，红色字是韵母代表字，涂成绿色的韵母为《临川音系》所记，涂成蓝色的韵母为《赣方言概要》所记：
淹/叶：[ iεm/p][iem/p]；
森/涉：[e:m/p][em/p]；
焉/噎：[ iεn/t][ien/t]；
恩/哲：[e:n/t][en/t]；
渊/越：[ yεn/t][yon/t]；
欧：[ε:u][eu]；
妖：[iau][ieu]；
1. ↑  李如龍 張雙慶．《客贛方言調查報告》（福建：廈門大學出版社，1992年1月）ISBN 7-5615-0385-7
2. ↑  劉綸鑫．《客贛方言比較研究》（北京：中國社會科學出版社，1999年12月）ISBN 7-5004-2716-6
3. ↑  劉澤民．《客贛方言歷史層次研究》（甘肅：甘肅民族出版社，2005年4月）ISBN 7-5421-1028-4